# Nivalter Santos de Jesus
Nivalter Santos de Jesus (Capela, 17 de setembro de 1987) é um canoísta brasileiro.
Integrou a delegação que disputou os Jogos Pan-Americanos de 2007 no Rio de Janeiro, onde foi medalha de bronze na prova C-1 500 metros. Quatro anos depois, nos Jogos Pan-Americanos de Guadalajara, conquistou a medalha de prata na prova do C-1 200 m.